# 以撒的结合：重生
《以撒的结合：重生》是一款2014年发行的Roguelike动作冒险游戏，由埃德蒙·麦克米伦设计，Nicalis开发发行。《以撒的结合：重生》是《以撒的结合》的重制版。